# Maranaj
Der Maranaj (albanisch Mali i Maranajt) ist ein Berg im Norden Albaniens mit einer Höhe von 1576 m ü. A. Die prominente Pyramide 15 Kilometer nordöstlich von Shkodra ist die erste bedeutende Erhebung in den südwestlichen Ausläufern der Albanischen Alpen. Er ragt rund 1500 Meter östlich der Ebene rund um den Skutarisee auf, im Süden und Osten wird er vom Tal des Kir, im Norden vom Tal des Rrjoll-Bachs umgeben.
Nach Westen und Norden fällt der Berg sehr steil ins Rrjoll-Tal ab. Auf der Südseite finden sich einige Almen und weiter unten permanente Siedlungen. Das Gebiet ist aber nur sehr dünn oder gar nicht bewohnt und verfügt noch über ausgedehnte Waldflächen. Im Osten fällt der Gipfel nur rund 200 Meter ab, um dann in einen flacheren Sattel überzugehen, der dann zur rund zwei Kilometer entfernten Maja e Mollës (1546 m ü. A.) ansteigt und sich in einem Grat fortsetzt, der nach Nordosten bis ins Zentrum der Albanischen Alpen führt. Im Südosten, jenseits des Kir, erstreckt sich zum Drin hin das Cukali-Bergland mit dem gleichnamigen Berg als höchste Erhebung (1722 m ü. A.).
Nopcsa bezeichnet den Maraj als „äußersten Südwestgipfel [einer] mesozoischen Tafel und des darunter auftretenden Paläozoikums“ (Franz Nopcsa: Weitere Beiträge zur Geologie Nordalbaniens). Die Spitze des Berges besteht aus Thiton-Kalk, weiter unten auch ältere Kalksteine aus dem Trias, zudem Zonen mit rotem und grauen Schiefer respektive Tonschiefer.
Gipfelbesteigungen sind als lange Tagestour möglich. Im Gipfelbereich fehlen aber Wege, und zum Teil ist das Gelände sehr steil, wenn auch kaum felsig.